# Consideren que ya me fui
Consideren que ya me fui (título original en inglés Consider Me Gone) es el último episodio de la serie de televisión ALF estrenado por NBC el 24 de marzo de 1990, en donde aparece el planeta Melmac por primera y única vez.
Si bien este episodio quedó inconcluso, no es sino hasta seis años después de la finalización de la cuarta temporada, que se le da cierta continuidad a la trama con la película para la televisión Proyecto: ALF de 1996. En ella se  retoma la historia  después de la captura de ALF en 1990. La película no tuvo éxito.

## Sinopsis
Alf, "jugando" con la radio de Willie en el garaje, recibe una señal en clave melmaciana, enviada por Skip y Rhonda, en la cual le dicen que lo van a ir a buscar a la tierra, argumentando que tienen combustible para una sola pasada. ALF, con la ayuda de Willie, logra convencerse en la duda de quedarse o irse, y decide irse. Después de despedirse con los Tanner, Alf espera en el punto de encuentro a la nave que irá a recorgerlo, pero varios autos de la Fuerza Antiextraterrestre llegan y acorralan a ALF antes de que la nave pudiese llevárselo. El episodio termina con ALF siendo acorralado por los militares.
Este final iba a ser, en realidad, el final de la temporada, pero no de la serie, ya que se tenía planeado continuarla con una quinta temporada. Sin embargo, debido a falta de presupuesto de la NBC, aquellos no fue posible y el programa fue cancelado.
- Datos: Q5784242